# Eumillipes persephone
Eumillipes persephone (łac. – tysiąc nóg) – gatunek wija z gromady dwuparców występujący w zachodniej Australii. Zbudowany z 330 segmentów, posiada 1306 odnóży, 0,95 mm średnicy i 9,57 cm długości. 
Osobniki tego gatunku zostały po  raz pierwszy znalezione 60 m w głębi otworu wiertniczego w australijskim regionie Eastern Goldfields. 